# Claoxylon sarasinorum
Claoxylon sarasinorum är en törelväxtart som beskrevs av Ferdinand Albin Pax och Käthe Hoffmann. Claoxylon sarasinorum ingår i släktet Claoxylon och familjen törelväxter.
Artens utbredningsområde är Sulawesi. Inga underarter finns listade i Catalogue of Life.